# Ferdinando Ughelli

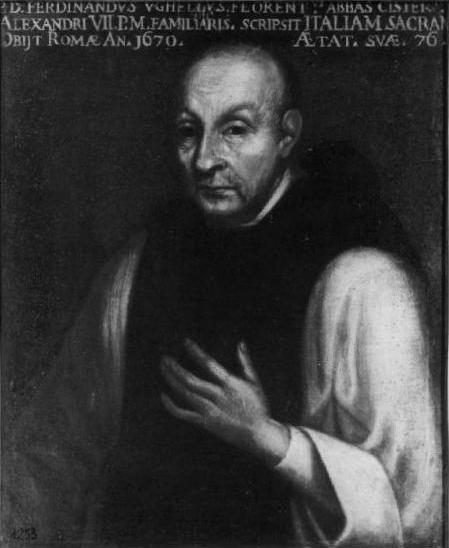
Ferdinando Ughelli

Ferdinando Ughelli (* 19. März 1596 in Florenz; † 19. Mai 1670 in Rom)  war ein italienischer Zisterzienser und ein bedeutender Kirchenhistoriker.

## Leben und Wirken
Ughelli stammte aus einer wohlhabenden Familie und trat 1610 wohl in Florenz in den Zisterzienserorden ein. Seine Studien führten ihn bis Rom, wo er sie am Collegio Romano der Jesuiten 1623 erfolgreich beendete. Zu seinen Lehrern gehörten Francesco Piccolomini und Juan de Lugo. Nach seiner Rückkehr übernahm Ughelli zunächst eine Leitungsfunktion in der Abtei Cistello, 1628 wurde er Abt von San Galgano bei Siena, 1632 von Nonantola und 1635 von San Salvatore in Settimo. Um die römischen Bibliotheken für seine Forschungen benutzen zu können, übernahm er 1637 das Amt des Generalprokurators des Ordens an der römischen Kurie. Auf Fürsprache des Kardinals Francesco Barberini wurde er zum Abt von Tre Fontane (SS. Vincenzo e Anastasia ad Aquas Salvias) ernannt. Der Zeitpunkt seiner Ernennung zum Konsultor der Indexkongregation ist nicht genau bekannt. Die Übernahme der Gesamtleitung des Zisterzienserordens als Generalabt, zu der er mehrfach gedrängt wurde, hat er stets abgelehnt.
Sein heute noch zu konsultierendes Hauptwerk ist die Italia Sacra, eine Darstellung der Geschichte der Bistümer des festländischen Teils Italiens, in die zahlreiche Quellen eingearbeitet sind. Dazu bediente er sich eines ausgedehnten Netzwerkes an Korrespondenten, die ihm Mitteilungen und Abschriften von Texten zukommen ließen. Die erste Ausgabe erschien in Rom in neun Bänden in den Jahren von 1644 bis 1662. Eine ergänzte Neuausgabe wurde durch Nicola Coleti in Venedig von 1717 bis 1722 veröffentlicht.
Sein Nachlass mit den Korrespondenzen und Abschriften von Urkunden und anderen Quellen, den er dem Kardinal Francesco Barberini vermacht hatte, liegt seit 1902 im Fondo Barberini der Vatikanischen Bibliothek und umfasst die dortigen Handschriften mit der Signatur Barb(erinus) lat(inus) 3204 bis Barb(erinus) lat(inus) 3249. In einer Reihe von Fällen sind die Materialien Ughellis die älteste noch erhaltene handschriftliche Überlieferung.

## Ausgaben
- Italia Sacra, sive De episcopis Italiae, et insularum adiacentium, 9 Bände, Rom 1644-1662
- Italia Sacra, sive De episcopis Italiae, et insularum adiacentium, cura et studio Nicolai Coleti, 10 Bände, Venedig 1717–1722 Bd. 2 Volltext, Google Books